# Wahlkreis Eisenach I
Der Wahlkreis Eisenach I war ein Landtagswahlkreis zur Landtagswahl in Thüringen 1990, der ersten Landtagswahl nach der Wiedergründung des Landes Thüringen. Er hatte die Wahlkreisnummer 5.
Der Wahlkreis umfasste vom damaligen Landkreis Eisenach die Städte und Gemeinden Berka/Werra, Burkhardtroda, Dankmarshausen, Dippach, Eckardtshausen, Eisenach, Ettenhausen a.d. Suhl, Etterwinden, Fernbreitenbach, Förtha, Gerstungen, Gospenroda, Großensee, Herda, Horschlitt, Kupfersuhl, Lauchröden, Marksuhl, Neuenhof, Neustädt, Oberellen, Sallmannshausen, Stedtfeld, Unterellen, Vitzeroda, Wartha-Göringen, Wolfsburg-Unkeroda und Wünschensuhl.

## Ergebnisse
Die Landtagswahl 1990 fand am 14. Oktober 1990 statt und hatte folgendes Ergebnis für den Wahlkreis Eisenach I:
| Direktkandidat | Partei (Kürzel) | Erststimmen (%) | Zweitstimmen (%) |
| -------------- | --------------- | --------------- | ---------------- |
| Manfred Heise  | CDU             | 43,3            | 43,5             |
|                | Chr. L          | -               | 00,3             |
|                | DFD             | -               | 00,7             |
|                | REP             | -               | 00,6             |
|                | DBU             | -               | 00,3             |
|                | DSU             | 03,0            | 01,9             |
|                | F.D.P.          | 07,3            | 07,5             |
|                | LL-PDS          | 10,3            | 09,7             |
|                | NPD             | -               | 00,2             |
|                | NFGRDJ          | 06,8            | 04,8             |
|                | SPD             | 27,7            | 27,8             |
|                | UFV             | 01,2            | 00,8             |

Es waren 52.205 Personen wahlberechtigt. Die Wahlbeteiligung lag bei 70,6 %. Als Direktkandidat wurde Manfred Heise (CDU) gewählt. Er erreichte 43,3 % aller gültigen Stimmen.